# Галина Лозуватка
Гали́на Лозува́тка — село в Україні, у Кам'янському районі Дніпропетровської області.
Входить до складу Саксаганської сільської громади. Населення — 210 мешканців.

## Географія
Село Галина Лозуватка знаходиться на відстані 1 км від села Мотина-Балка (Софіївський район) і за 2 км від села Гомельське (Криворізький район). Поруч проходить залізниця, пасажирська платформа 6 км — за 2-х км.

## Населення

### Мова
Розподіл населення за рідною мовою за даними перепису 2001 року:
| Мова       | Відсоток |
| ---------- | -------- |
| українська | 94,3 %   |
| російська  | 3,3 %    |
| угорська   | 2,4 %    |

## Інтернет-посилання
- Погода в селі Галина Лозуватка [Архівовано 20 грудня 2011 у Wayback Machine.]

1. ↑  Рідні мови в об'єднаних територіальних громадах України — Український центр суспільних даних